# Microscópio eletrônico de transmissão de aberração corrigida

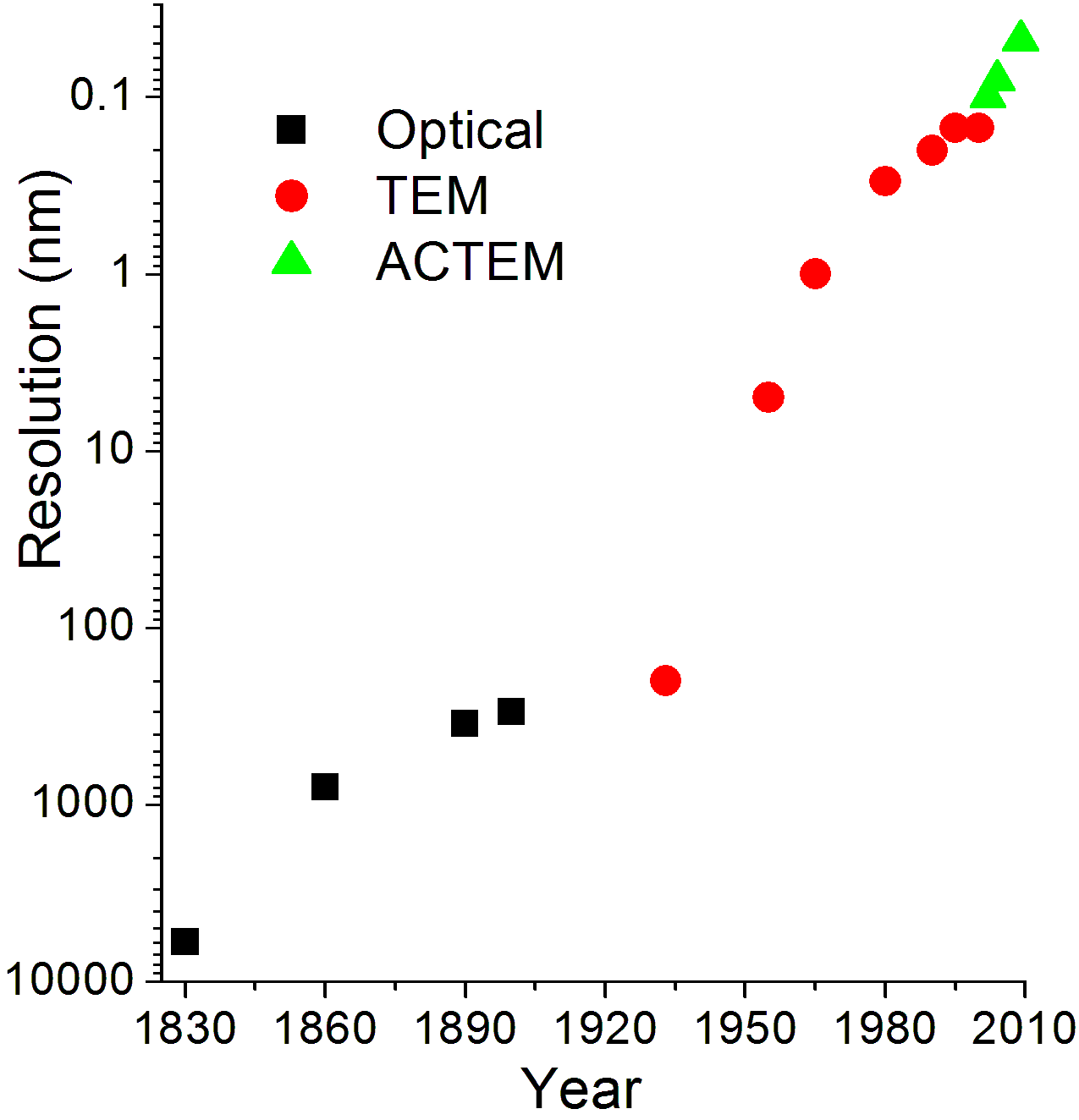
Gráfico a comparar a resolução de diferentes microscópios. ACTEM representa o Microscópio eletrônico de transmissão de aberração corrigida.

Microscópio eletrônico de transmissão de aberração corrigida (ACTEM, do inglês aberration-corrected transmission electron microscope) é um projeto de pesquisa colaborativo entre quatro laboratórios dos EUA e duas empresas. Está baseado no Lawrence Berkeley National Laboratory em Berkeley (Califórnia) e envolve o Argonne National Laboratory, o Oak Ridge National Laboratory e  Frederick Seitz Materials Research Laboratory na Universidade de Illinois em Urbana-Champaign, assim como as empresas FEI e CEOS, e apoiado pelo Departamento de Energia dos Estados Unidos. A principal atividade do projeto é a aplicação de um microscópio eletrônico de transmissão (MET) com uma resolução espacial abaixo de 0,05 nanômetros, que é aproximadamente metade do tamanho de um átomo de hidrogênio. O projeto foi iniciado em 2004; o microscópio operacional foi construído em 2008 e obteve a meta de resolução de 0,05 nm em 2009. O microscópio é uma instalação compartilhada disponível para usuários externos.